# Истраков, Сергей Юрьевич
Сергей Юрьевич Истраков (род. 5 февраля 1959, Черняховск, Калининградская область) — российский военачальник. Заместитель начальника Генерального штаба Вооружённых сил Российской Федерации с 2015 года, генерал-полковник.

## Образование
Окончил Бакинское высшее общевойсковое командное училище имени Верховного Совета Азербайджанской ССР (1978—1982), Военную академию имени М. В. Фрунзе (1989—1992), Военную академию Генерального штаба Вооружённых Сил (2000—2002).

## Служба
- С 1982 по 1989 год — командир взвода, командир роты, командир отдельного парашютно-десантного батальона 39-й отдельной десантно-штурмовой бригады в Прикарпатском военном округе.
- С 1992 по 2000 год — заместитель командира, командир парашютно-десантного полка, заместитель командира воздушно-десантной дивизии, командир десантно-штурмовой бригады.
- В 1999—2000 гг. выполнял задачи в составе миротворческих сил в Югославии, был участником марш-броска российских десантников на Приштину в июне 1999 года.
- С 2000 — 2002 — слушатель Военной академии Генерального штаба Вооруженных сил РФ.
- В 2002—2003 годах — командир 205-й отдельной Казачьей мотострелковой бригады.
- В 2003—февраль 2006 года — командир 20-й гвардейской Прикарпатско-Берлинской мотострелковой дивизии.
- С февраля 2006 по апрель 2008 года — заместитель командующего, начальник штаба 58-й армии Северо-Кавказского военного округа. В августе 2008 года в составе армии принимал участие в войне в Грузии.
- С апреля 2008 по июнь 2009 года — командующий 41-й армией Сибирского военного округа.
- В июне 2009 — январь 2011 года — заместитель командующего войсками Сибирского военного округа.
- С 9 января 2011 по апрель 2013 года — заместитель командующего войсками Центрального военного округа.
- С апреля 2013 года — 2015 год — начальник Главного штаба Сухопутных войск — 1-м заместитель Главнокомандующего Сухопутными войсками[1]
- С 2 декабря 2013 — 2 мая 2014 года — Исполняющий обязанности Главнокомандующего Сухопутными войсками по должности.
- Указ Президента Российской Федерации от 21.02.2015 г. № 91 присвоено воинское звание "генерал-полковник"[2]
- С 2015 года — заместитель начальника Генерального штаба Вооружённых сил РФ[3][4][5]| Внешние изображения | Внешние изображения                              |
| ------------------- | ------------------------------------------------ |
|                     | Генерал-полковник Истраков С.Ю. в парадной форме |

## Награды
- Орден «За заслуги перед Отечеством» 2, 3, 4 степени
- Орден Александра Невского
- 2 ордена Мужества
- орден «За военные заслуги»
- Орден Почёта
- Орден Дружбы
- Орден Дружбы (Южная Осетия)[6]
- медали